# Ókori római kertek
A római ókori kertek jellemzően a villaépítés kezdete (i. e. 2. század) után, az egyes villatípusok megjelenésével váltak divatossá. A rómaiak rajongtak a kertekért, melyben szobrok, esetleg medencék vagy szökőkutak is álltak.

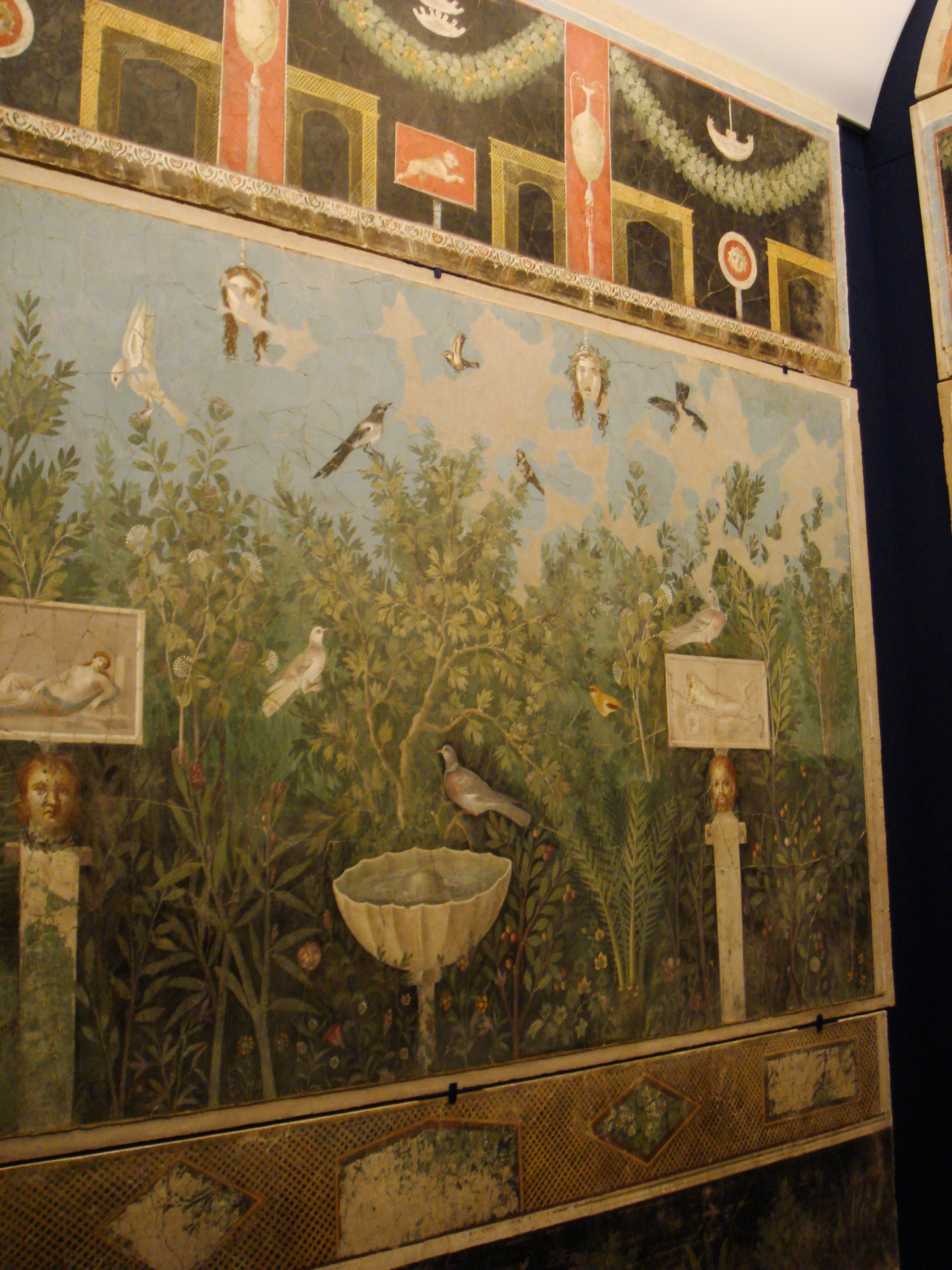
Ókori római kertábrázolás freskón

## Villatípusok
- Villa rustica-majorság

Négyszög alakú, zárt rendszerű, egy bejárattal rendelkezett. Az épület jórészt gazdasági célú területek, kisebb hányadán lakóépület, amely felől gyümölcs, illetve szőlő került telepítésre.
A villa a tulajdoni terület középső, rossz minőségű területén épült.
- Villa urbana-ami városi házat jelent. Kialakítása hasonló mint az előzőé, csak nőtt a lakóépületi hányad, az már az egész nagy részét kiteszi.

- Villa suburbana- vagyis a "legvárosiasabb" ház. Egy-egy város kiemelkedő, nevezetes részein létesültek, csaknem az egész épületrészben lakóegységek kerültek kialakításra. Gazdasági terület csak elenyésző hányadban volt fellelhető.

felépítésére jellemző, hogy négyszög alapú, egy bejárattal, ami a peristylieses körfolyosóval ellátott belső udvarra vitt.
A Peristylium így, a tornác azaz a kertet körülvevő, fedett, oszlopos folyosó.
A folyosóról nyíltak körbe a szobák.
A körfolyosó tartóoszlopai és a belső homlokzat burkolása márványból készült.
Az oszlopfők borostyános, vagy szőlőlevéllel díszítettek.
A belső udvarban márványszökőkút, valamint parterre kiültetés jellemző.
- Hippodrom- Díszkertek

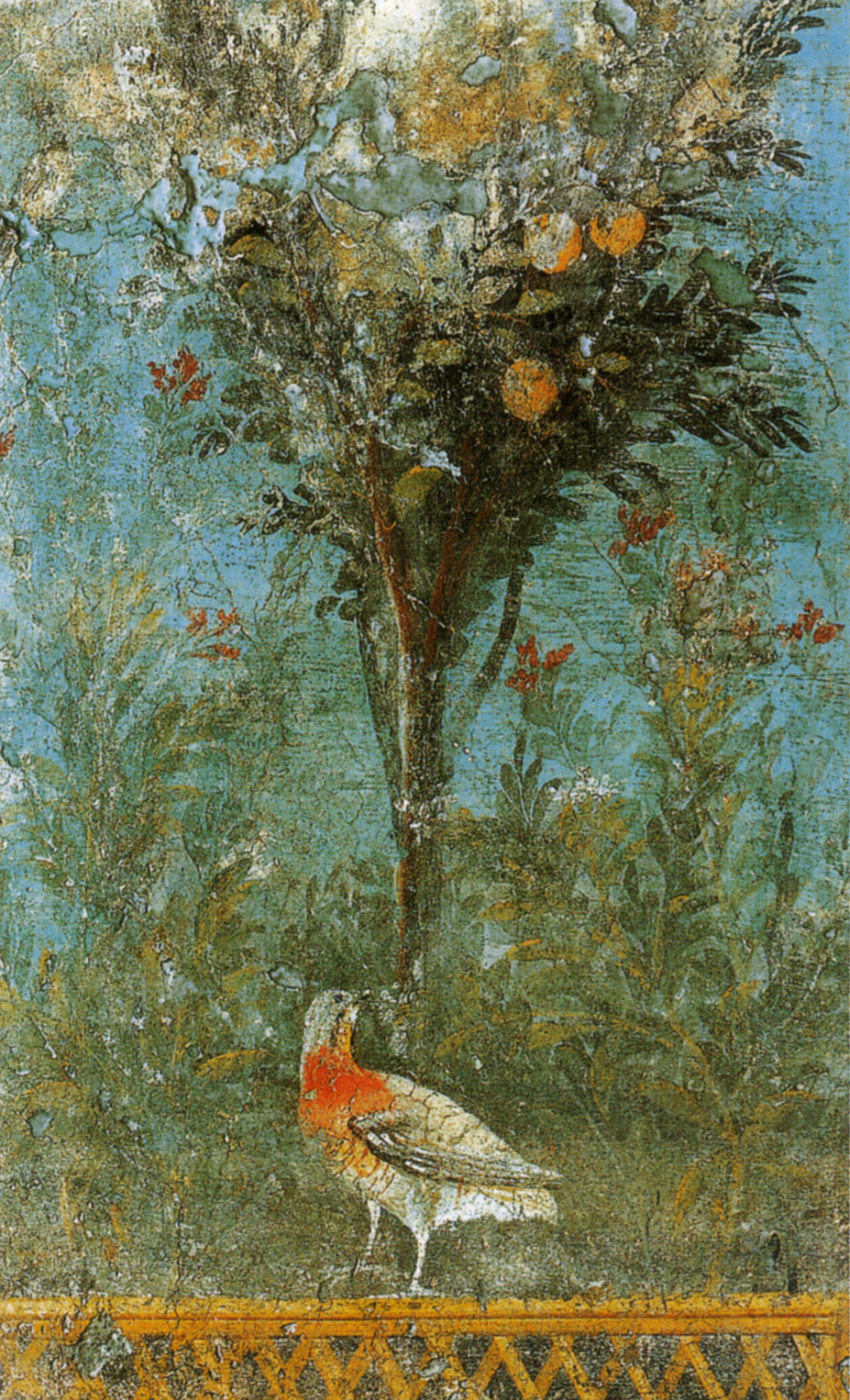
Kertrészlet egy ókori római festményen

A zárt épületen kívül, bejárat közelében, általában a főbejárattal szemben létesítették.
Határait nagy fákkal körbeültették. A fák között lomblevelű fajokból nyírott sövényt formáltak. Minden fa tövéhez borostyánt ültettek, hogy az a fára felfusson.
A díszes kert és a főépület között félköríves márványoszlopokat létesítettek amit Stibadium-nak hívták. Erre két oldalról felfutó, kúszó növényeket ültettek, szőlőt (Vitis vinifera), borostyánt (Hedera helix), illetve loncot (Lonicera spp.)
Az oszlopok átlagmagassága 2,2 m volt, de ez a gazdagoknál nőtt. A díszes kert közepében akantusz kiültetése, illetve pázsit létesítése volt jellemző.
A kert többi részén szórtan parterre kiültetés jellemző, amik és a középső terület között kanyargós sétautakat létesítettek, amit Ambulantionak hívtak.
Ezek annál szebbnek számítottak, minél inkább kanyargósabbak voltak. A sétautakat zúzott vulkáni kőzettel vagy fanyesedékkel borítottak.
A Villa suburbana építése után alakult ki az első, mai értelemben vett díszkert, ahol csak dísznövény kiültetés volt jellemző.
Jellemző növényei: keleti platán (Platanus orientalis), korai juhar (Acer platanoides), mezei szil (Ulmus minor) és (Ulmus major syn. U. laciniata)
Nyírott sövénynek: közönséges mirtusz (Myrtus communis), balkáni babérmeggy (Laurocerassus officinalis) gránátalma (Punica granatum).
A római kertek általános jellemzői:

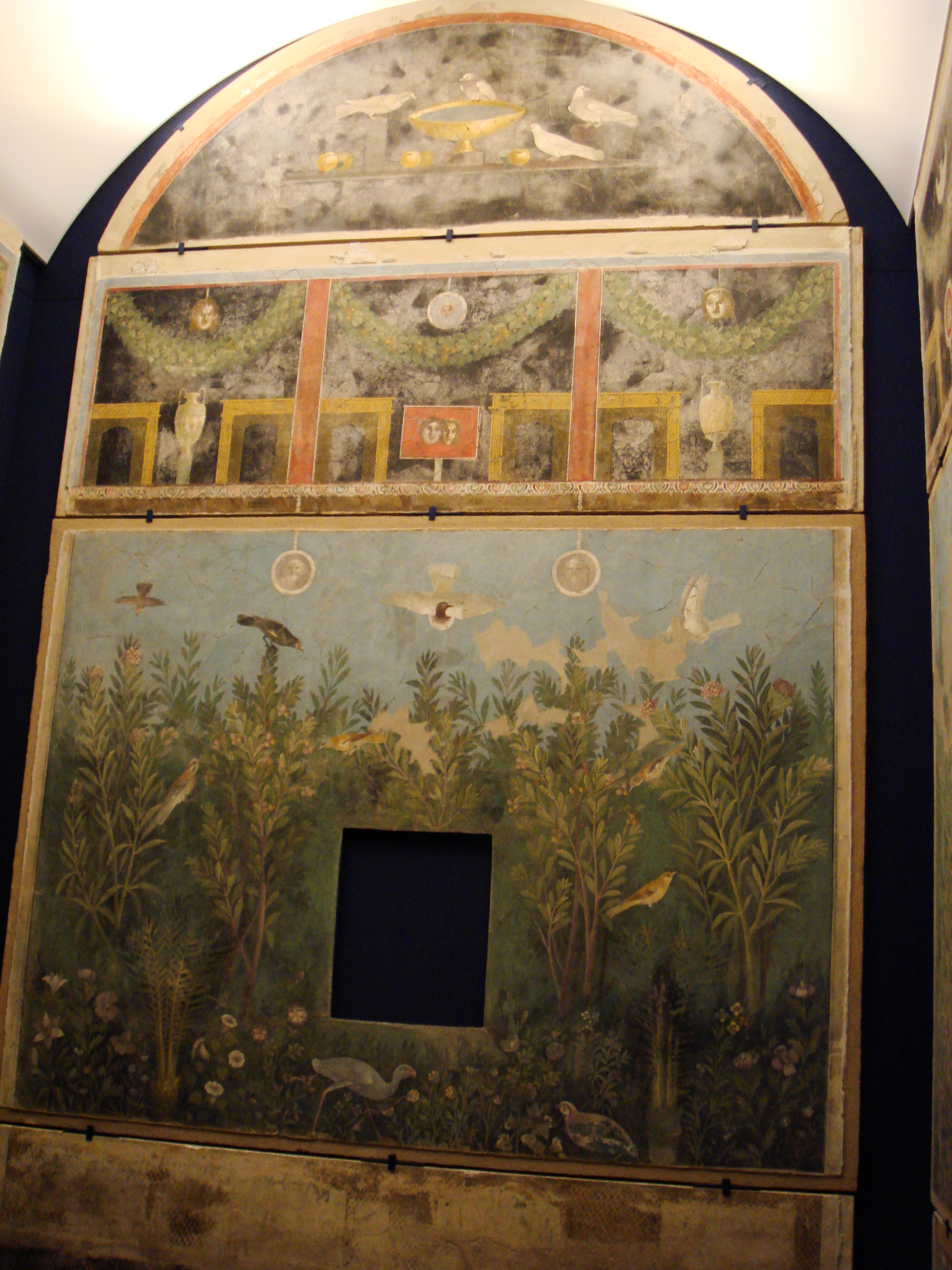
Freskó

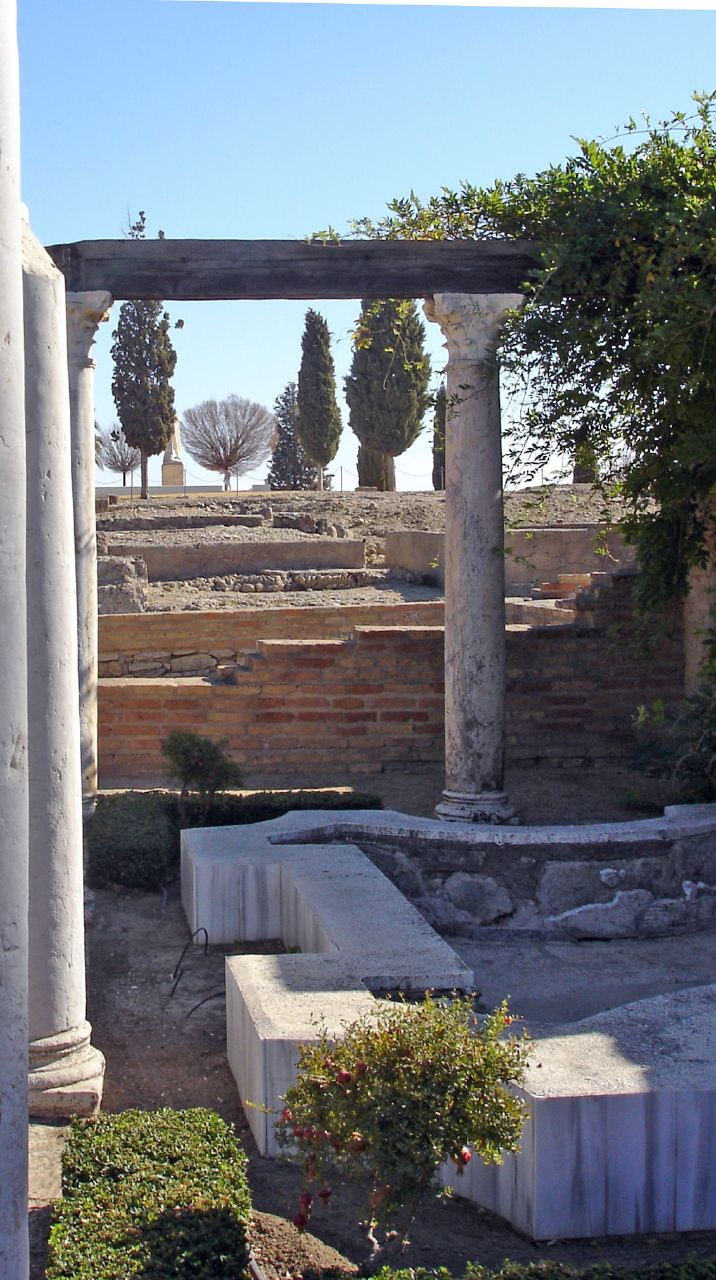
ókori villa maradványai-Spanyolország

Jó minőségű termőtalajon létesítették őket, amikben szabályos és szabálytalan formák váltakoztak.
Az építmények nagy részét a görögöktől vették át, amit továbbfejlesztettek.
A díszkert a lakóház mellett van, de az épület és a kert még nem ad egységes stílust.